# Lydia Ourahmane
Lydia Ourahmane est une artiste multidisciplinaire algérienne, basée à Alger et Barcelone, née en 1992 à Saïda, qui a acquise rapidement une notoriété internationale.

## Biographie
Née en 1992 à Saïda, d'un père algérien et d'une mère malaisienne, Lydia Ourahmane grandit à Arzew, en Algérie, où son père entraînait une équipe de football de deuxième division, puis en Angleterre et en Espagne. Elle se forme notamment à l'Université Goldsmiths de Londres, dont elle est diplômée en 2014.
La pratique artistique d'Ourahmane évoque les thèmes de la spiritualité, la géopolitique, de la migration et les histoires complexes du colonialisme. Elle utilise dans ses créations la vidéo, le son, la performance, la sculpture, avec une installation à une échelle souvent grande ou monumentale, en s'appuyant sur des expériences et des récits personnels et collectifs.
Les expositions individuelles de Lydia Ourahmane comprennent des expositions à Paris, Fondation Louis Vuitton, à Marseille en 2021, à Toronto en 2022-2023, à Tunis (au B7L9) au Portikus à Francfort-sur-le-Main en 2021, à la Kunsthalle Basel à Bâle, etc.
Son travail a été inclus dans la 15e Biennale d'Istanbul en 2017, la 34e Biennale de São Paulo en 2021, la Triennale du Nouveau Musée et Manifesta 12 à Palerme en 2018, ou encore à la 60e Biennale de Venise en 2024.